# Le Poinçonnet
Le Poinçonnet è un comune francese di 5 997 abitanti situato nel dipartimento dell'Indre nella regione del Centro-Valle della Loira.

## Società

### Evoluzione demografica
Abitanti censiti